# 아샤펜부르크

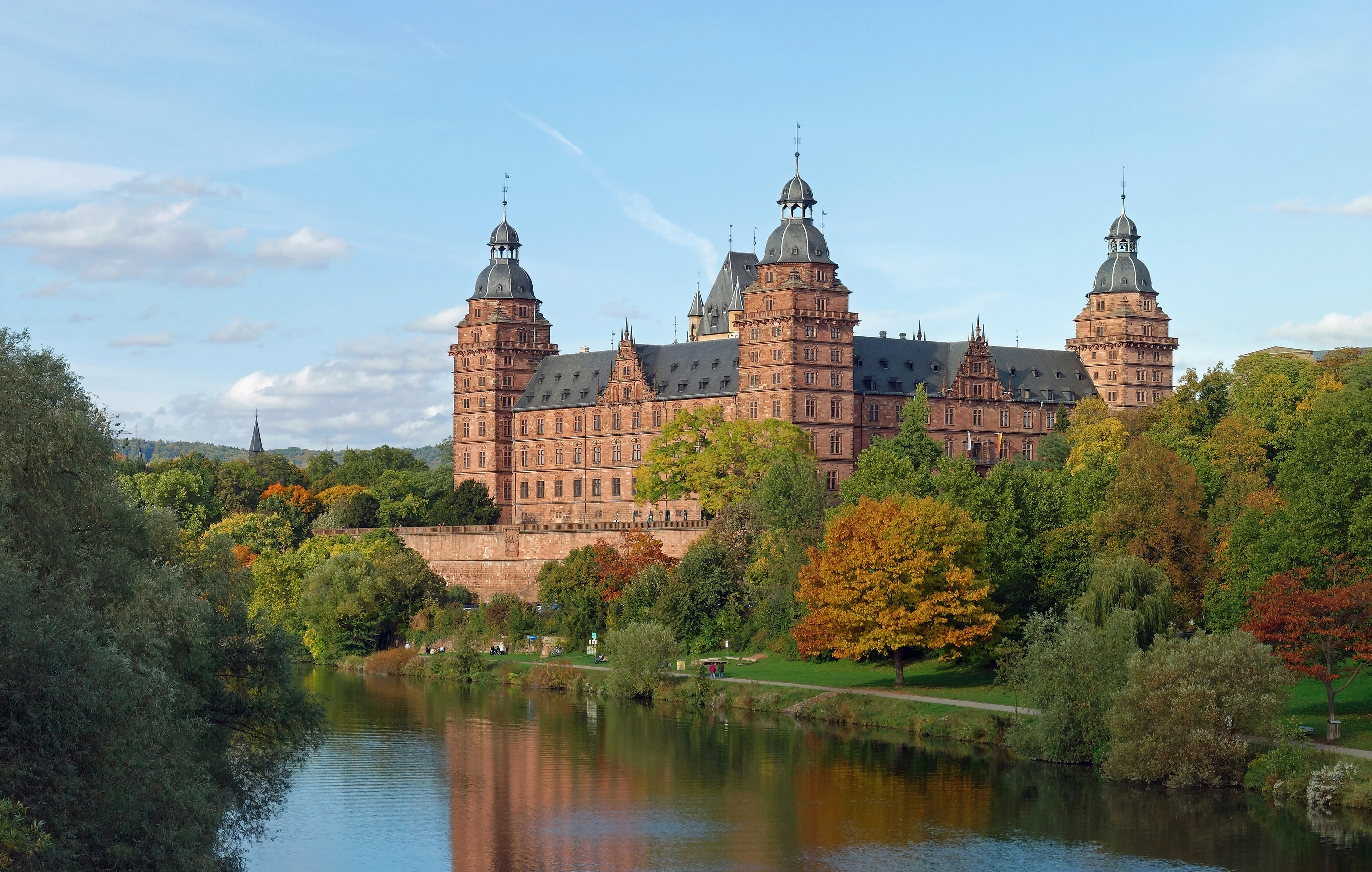

아샤펜부르크(독일어: Aschaffenburg)는 독일 남부 바이에른주에 있는 도시이다. 인구 68,722명(2009년).

## 역사
바이에른 주 서북부, 운터프랑켄 지방의 마인강 연안, 헤센주 프랑크푸르트 동쪽 40km 지점의 슈페사르트 산맥 기슭에 위치한다. 선사 시대때부터 정착지였고, 로마 군단 주둔지였다. 그 후 성곽이 구축되었다가, 10세기에 마인츠 대주교령 관할이 되었다. 1618년 ~ 1648년 30년 전쟁 때 큰 피해를 보았고, 여러 차례 지배자가 바뀌었으나 다시 마인츠 관할이 되었다. 1803년 주교령이 세속화되면서, 이 곳을 중심으로 아샤펜부르크 공국을 거쳐, 1810년 공국은 프랑크푸르트 자유시와 합병하여 이 곳을 수도로 프랑크푸르트 대공국이 형성되었다. 그러나 1814년 바이에른과 오스트리아와의 협약으로 아샤펜부르크 지역은 바이에른 왕국에 귀속되어 운터프랑켄 지방에 속하게 되었다. 이러한 역사적인 이유와 바이에른 주 서북쪽 끝에 치우쳐 있는 지리적인 이유로 이 지역 주민들은 바이에른과는 다른 독자적인 의식을 가지고 있으며, 자신들을 바이에른 주민이 아닌 프랑켄 주민이라고 하는 경우가 많다. 지리적으로 바이에른의 중심도시 뮌헨과는 350km나 떨어져 있는 반면, 헤센 주 프랑크푸르트와는 40km 거리에 있어 프랑크푸르트 대도시권에 속한다. 제2차 세계대전 때 크게 파괴되었으나, 17세기에 건립된 마인츠 대주교의 여름철 거주지였던 요하니스부르크 성 등의 옛 건물이 보존되어 있다. 마인 강의 항구가 있으며, 프랑크푸르트와 뷔르츠부르크를 연결하는 철도와 아우토반이 통한다.